# Umberto D.
Umberto D. – włoski dramat obyczajowy z 1952 roku w reżyserii Vittoria De Siki, będący jednym z ostatnich filmów zaliczanych do nurtu neorealizmu.

## Fabuła
Akcja toczy się w Rzymie, w latach 50. XX wieku. Umberto Domenico Ferrari jest emerytowanym urzędnikiem państwowym. Wiedzie samotne życie w wynajętym pokoju. Jego jedyną radością są ciepłe relacje ze służącą właścicielki mieszkania i towarzystwo pieska Flika. Bardzo skromna emerytura nie wystarcza Umberto nawet na podstawowe potrzeby. Narastające zaległości w opłacaniu czynszu, stawiają go w obliczu nieuchronnej bezdomności. Zdesperowany postanawia popełnić samobójstwo. Przedtem jednak chce zapewnić przyszłość swojemu czworonożnemu przyjacielowi.

## Obsada
- Carlo Battisti – Umberto Domenico Ferrari
- Maria-Pia Casilio – służąca Maria
- Lina Gennari – gospodyni Antonia
- Ileana Simova – zaskoczona kobieta
- Elena Rea – siostra w szpitalu
- Memmo Carotenuto – pacjent w szpitalu

## Produkcja
Reżyser Vittorio De Sica i scenarzysta Cesare Zavattini pracowali razem w 1948 roku, tworząc poruszający film Złodzieje rowerów, uznawany za arcydzieło neorealistycznego kina. W tym wypadku także chcieli opowiedzieć historię jednej osoby – bezradnego starszego pana zagubionego po przejściu na emeryturę, ukazując na jej przykładzie los ludzi walczących o godność i spotykających się z obojętnością społeczeństwa. Film kręcono na ulicach Rzymu, a udział brało wielu aktorów niezawodowych, co miało zwiększyć autentyczność opowiadanej historii.

## Nagrody i nominacje
- Oscary za rok 1957 – najlepsze materiały do scenariusza - Cesare Zavattini (nominacja)
- MFF w Cannes 1952 – udział w konkursie głównym.